# Rafael Mišovský

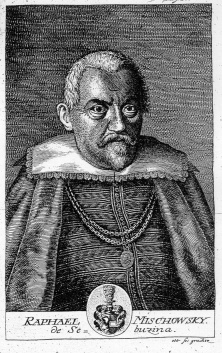
Rafael Mišovský

Rafael M(n)išovský ze Sebuzína a Herštejna (Duits: Raphael Mischowsky; geboren als Rafael Soběhrd) (Horšovský Týn, 1580 - Praag, 21 november 1644) was een Boheems advocaat en schrijver. Onder de keizers Rudolf II, Matthias, Ferdinand II en Ferdinand III bekleedde hij verschillende secretariële, diplomatieke en juridische posten.
Mišovský was tevens cryptograaf en wordt genoemd in verband met het Voynichmanuscript.